# Morse Bluff
Morse Bluff ist ein Village im Saunders County im Bundesstaat Nebraska der Vereinigten Staaten. Das Dorf liegt ca. 20 Kilometer westlich von Fremont am South Platte River und hatte bei der letzten Volkszählung im Jahr 2010 insgesamt 135 Einwohner. Bis 1903 hieß der Ort Morse, vor der Gründung existierten auf dem Gebiet von Morse Bluff bereits die Siedlungen Benton, Cedar Hill und Sand Creek.

## Geschichte
1865 gründeten Auswanderer aus der Tschechoslowakei südlich des South Platt River nahe der Stadt North Bend eine kleine Siedlung. Im Jahr 1887 erfolgte im Zuge der Erweiterung Chicago & North Western Railroad die Gründung des Dorfes. Benannt wurde der Morse Bluff nach dem Landbesitzer Chester Morse. Zunächst hieß die Siedlung nur Morse, der Name wurde 1903 geändert, da entlang der Bahnstrecke bereits einen Bahnhof mit dem Namen Morse existierte.
Bereits 1880 wurde in der Nähe von Sand Creek eine katholische Kirche errichtet. Die Siedlung wurde im gleichen Jahr durch eine Brücke mit North Bend verbunden, die Brücke stürzte nach einem Hochwasser im Jahr 1912 zusammen. 1897 erhielt Sand Chreek eine methodistische Kirche. Im Jahr 1907 wurde Morse Bluff als Village inkorporiert. 1910 wurde der Ort an das Kanalnetz angeschlossen, seit 1912 wird der Ort mit elektrischem Strom versorgt. Im gleichen Jahr wurde südlich von Morse Bluff eine Schule eingerichtet. Seit 1914 verfügt Morse Bluff über eine weitere methodistische Kirche. In den 1920er-Jahren wurden die beiden methodistischen Kirchengemeinden von Morse Bluff vereinigt. In den frühen 1920er-Jahren existierten in Morse Bluff rund ein Dutzend Geschäfte, neben üblichen Geschäften wie Lebensmittelläden gab es auch ein Kino und eine Zementfabrik. Außerdem verfügte Morse Bluff über ein Gefängnis, eine Bank, eine Stelle des United States Postal Service und eine Stadthalle.
Zwischen 1920 und 1930 kam es in Morse Bluff zu mehreren Bränden. 1945 wurde in Morse Bluff die St. George Catholic Church eingerichtet, der Bau des heute genutzten Kirchengebäudes wurde Anfang der 1950er-Jahre fertig gestellt. 1952 wurde die Schule in Morse Bluff geschlossen. Aufgrund seiner Lage war das Dorf mehrfach von Überflutungen betroffen, zuletzt im März 2019. Da bei den Fluten teilweise die Straße nach North Bend beschädigt wurde, mussten die Schüler aus Morse Bluff, die Schulen in North Bend besuchten, teilweise 100 Kilometer am Tag für den Schulbesuch zurücklegen. 1960 wurde die durch den Ort verlaufende Bahnstrecke durch Überflutung zerstört, sodass der Bahnbetrieb zwei Jahre später endgültig eingestellt wurde.

## Bevölkerung

### Census 2010
Bei der Volkszählung 2010 lebten in Morse Bluff 135 Einwohner, verteilt auf 58 Haushalte und 39 Familien. Von den Einwohnern waren 99,3 % Weiße und 0,7 % Asiaten. 2,2 % der Einwohner waren Hispanics oder Latinos. Altersmäßig waren 25,9 % der Einwohner unter 18 Jahren alt, 11,1 % waren zwischen 18 und 24, 18,4 % zwischen 25 und 44, 30,3 % zwischen 45 und 64 und 14,1 % waren älter als 65 Jahre. Das Medianalter betrug 39,3 Jahre. In 31,0 % der Haushalte lebten Kinder unter 18 Jahren und in 10,3 % der Haushalte lebten Personen über 65. 47,4 % der Einwohner waren männlich und 52,6 % weiblich.

### Census 2000
Bei der Volkszählung im Jahr 2000 hatte Morse Bluff 134 Einwohner, verteilt auf 58 Haushalte und 40 Familien. 100,00 % der Einwohner waren Weiße. Hispanics oder Lations machten 1,49 % der gesamten Bevölkerung aus.
Das durchschnittliche Einkommen pro Haushalt betrug in der Stadt zu diesem Zeitpunkt 30.625 US-Dollar, das durchschnittliche Einkommen einer Familie lag bei 41.875 US-Dollar. 3,0 % der Einwohner lebten unterhalb der Armutsgrenze, von diesen Einwohnern waren keine unter 18 und 6,9 % über 65 Jahre alt.

## Infrastruktur
Morse Bluff liegt an der Nebraska Route 79 und drei Kilometer südlich des U.S. Highway 30.